# Kathryn Bigelow
Kathryn Ann Bigelow (San Carlos (Californië), 27 november 1951) is een Amerikaans filmregisseur. In 2010 won ze als eerste vrouw ooit een Oscar in de categorie Best Director (voor haar regie van The Hurt Locker).

## Biografie
Kathryn Bigelow is enig kind; haar vader was manager van een verffabriek, haar moeder bibliothecaresse. Ze begon haar carrière als kunstschilder en studeerde twee jaar aan het San Francisco Art Institute. Ze won de prestigieuze studiebeurs van het Whitney Museum of American Art in 1971. Daarna studeerde ze aan de Columbia-universiteit, waar ze haar Master of Arts-graad behaalde en haar eerste korte film The Set-Up (1978) regisseerde. Ook gaf ze les aan het California Institute of the Arts (CalArts).
Haar eerste speelfilm was The Loveless uit 1982, die ze samen met Monty Montgomery regisseerde. Daarna schreef en regisseerde ze de vampierwestern Near Dark (1987), waarvoor ze goede kritieken kreeg, een Saturn Award-nominatie voor beste regisseur en een zilveren raaf op het Brussels International Festival of Fantastic Film. Na deze film wijdde het Museum of Modern Art een retrospectief aan haar. Op 17 augustus 1989 trouwde ze met collega-regisseur James Cameron, 2 jaar later volgde de scheiding. In 1990 maakte ze de feministische politiethriller Blue Steel, met in de hoofdrol Jamie Lee Curtis. Daarop volgde Point Break, waarin Keanu Reeves een FBI-agent speelt die infiltreert in een groepje surfers/bankovervallers onder leiding van Patrick Swayze.
Haar volgende film Strange Days (1995) werd geschreven en geproduceerd door haar inmiddels ex-echtgenoot James Cameron. Deze neo noir-sciencefictionfilm met Ralph Fiennes en Angela Bassett trok geen groot publiek, maar haalde wel goede kritieken en leverde haar de Saturn Award voor beste regisseur op. In deze film zette ze het stereotiepe Hollywood man-vrouwbeeld op de kop, door de zwakke mannelijke hoofdpersoon, sjachelaar en ex-agent Fiennes, vrijwel volledig afhankelijk te laten zijn van de sterke Bassett, die een limousinechauffeur speelt. Om de verschillen tussen de twee nog extra aan te zetten draagt Fiennes' personage Lenny kleurrijke zijden hemden, terwijl Bassett een pak of een leren outfit draagt en de stoere naam "Mace" (Lornette Mason) heeft.
In 2000 regisseerde ze de thriller The Weight of Water en in 2002 het waargebeurde duikbootdrama K-19: The Widowmaker met in de hoofdrol Harrison Ford, waarvoor ze verschillende vliegreizen naar Rusland maakte om met overlevenden te praten. In 2007 maakte ze de korte Pirelli-film Mission Zero, met Uma Thurman in de hoofdrol.
In 2009 volgde The Hurt Locker, een film die zich afspeelt in de Irakoorlog. De film had een klein budget, maar kreeg goede kritieken. Op verscheidene prijsuitreikingen ging The Hurt Locker met de belangrijkste bekroningen naar huis. De grootste concurrent was Avatar, een film van Bigelows ex-man James Cameron. Uiteindelijk sleepte The Hurt Locker zes Oscars in de wacht. Bigelow won het Oscarbeeldje in de categorieën Best Picture en Best Director. Hiermee is zij de eerste vrouw die een Oscar won in die laatste categorie.
Naast scenarioschrijfster en regisseur heeft de 1,82 meter lange Bigelow ook gewerkt als fotomodel voor het Amerikaans kledingmerk The Gap en heeft ze geacteerd in de film Born in Flames (1983). Verder regisseerde ze enkele afleveringen van de televisieseries Homicide: Life on the Street, Wild Palms en Karen Sisco. Ook regisseerde ze de videoclip Touched by the Hand of God van de Engelse newwaveband New Order. In 1990 was ze lid van de jury van het Sundance Film Festival, in 1998 van het Filmfestival Venetië en in 2003 van het Filmfestival van Berlijn.

## Filmografie
- Biblioteca Nacional de España: XX1186572
- Bibliothèque nationale de France: cb139430131 (data)
- Gemeinsame Normdatei: 121021831
- International Standard Name Identifier: 0000 0001 0961 6491
- Library of Congress Control Number: no96020291
- Nationale Bibliotheek van Tsjechië: xx0078746
- Nationale Bibliotheek van Israël: 987007433718405171
- Nationale Bibliotheek van Polen: a0000002882331
- Nederlandse Thesaurus van Auteursnamen: 087807106
- Istituto Centrale per il Catalogo Unico: RAVV099565
- SNAC: w6bz9bnn
- Système universitaire de documentation: 070749671
- Trove: 1194653
- Union List of Artist Names: 500250495
- Virtual International Authority File: 27256983
- WorldCat: E39PBJfcMDbcqFyk4D4HXQ6HYP